# Пратмарсо, Луис
Луис Пратмарсо Парера (исп. Luis Pratmarsó Parera, кат. Lluis Pratmarsó i Parera; 30 марта 1916, Барселона — 18 июля 2003, Барселона) — испанский легкоатлет и хоккеист на траве, нападающий. Участник летних Олимпийских игр 1936 и 1948 годов.

## Биография
Луис Пратмарсо родился 30 марта 1916 года в испанском городе Барселона.
Занимался лёгкой атлетикой. В 1936 году стал чемпионом Испании в беге на 400 метров. Устанавливал рекорды Каталонии в пятиборье (1935), беге на 800 метров (1936) и беге на 300 метров (1937).
Играл за юношескую футбольную команду «Сан-Кугат-дель-Вальес».
В 1936 году вошёл в состав сборной Испании на летних Олимпийских играх в Берлине. Был заявлен в беге на 400 и 800 метров, но не вышел на старт, поскольку сборная Испании покинула Игры из-за гражданской войны.
В 1948 году вошёл в состав сборной Испании по хоккею на траве на летних Олимпийских играх в Лондоне, поделившей 10-12-е места. Играл на позиции нападающего, провёл 2 матча, забил 1 мяч в ворота сборной Аргентины.
Умер 18 июля 2003 года в Барселоне.